# Anette Norberg
Anette Norberg (Hernosândia, 12 de novembro de 1966) é uma ex-curler sueca. Ela foi duas vezes campeã olímpica (em 2006 e em 2010).

## Ligações Externas
- na WorldCurling